# Gedenkmünze Bene Merenti

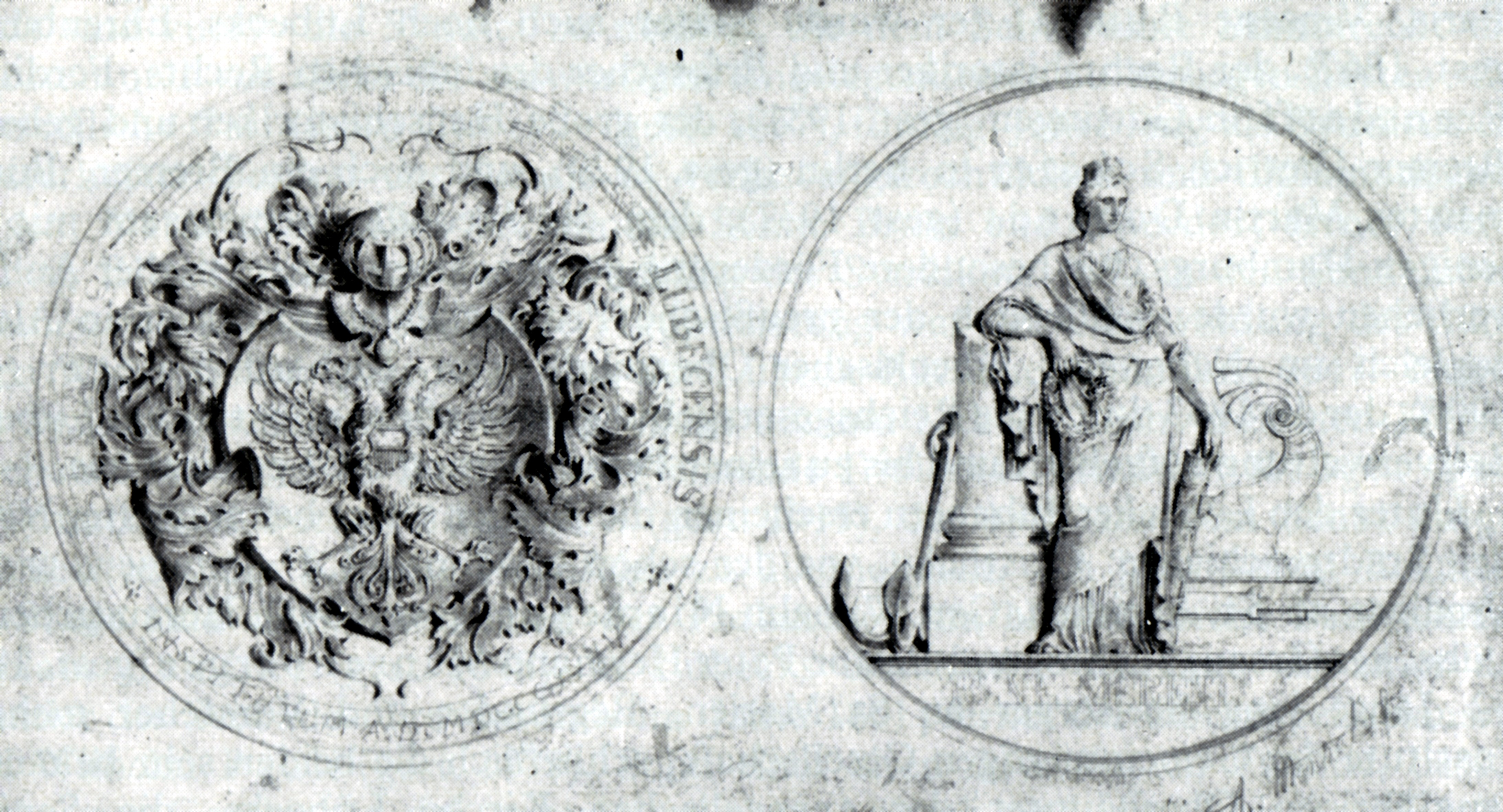
Der weitgehend unverändert umgesetzte Entwurf Menzels für die Bene Merenti

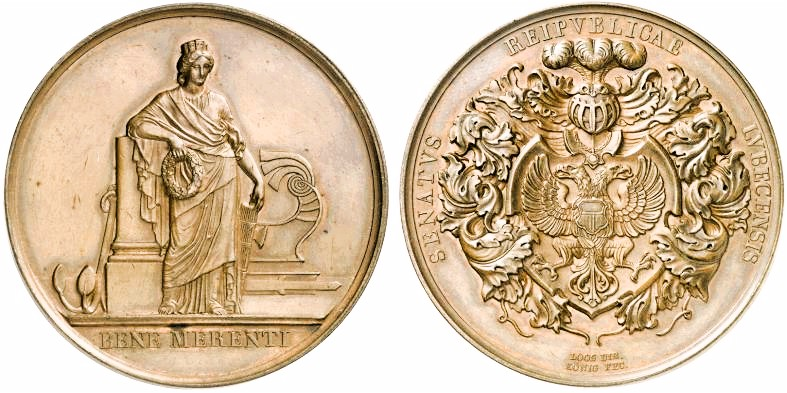
Bronzeausführung; ausgegeben zwischen 1917 und 1923 mit dem Anrecht auf einen späteren Umtausch gegen ein reguläres goldenes Exemplar

Die Bene Merenti ist eine von Adolph von Menzel gestaltete goldene Gedenkmünze und die höchste Auszeichnung der Hansestadt Lübeck. Sie zeigt die allegorische Stadtgöttin Lubeca.
Mit dieser Münze würdigt die Stadt Menschen in und um Lübeck für herausragende Dienste. Der lateinische Name bedeutet im Deutschen „dem Wohlverdienten“. Sie sollte in ihrer Entstehungszeit als Alternative gegenüber den feudalistisch geprägten Verdienstorden gelten, zumal die Annahme von Orden in den Hansestädten, abgesehen vom Hanseatenkreuz im Ersten Weltkrieg, umstritten war und vielfach nicht gern gesehen wurde. Sie war gleichzeitig Ersatz für die besonders im 16. und 17. Jahrhundert in den Hansestädten üblichen Portugalöser, schwere Goldmünzen im Werte von zehn Dukaten, die im 17. und 18. Jahrhundert von der Lübecker Münze auch als halbe Portugalöser geprägt worden waren. Nach der Schließung der Lübecker Münze (1801) hatte man sich ab 1815 eine Zeitlang mit der Verleihung der Hanseaten-Medaille in Gold beholfen, was aber wegen des zunehmend fehlenden Bezugs zu den damit verbundenen Befreiungskriegen Vorbehalten begegnete.
Der preußische Münzrat und Medailleur Gottfried Bernhard Loos, der 1832 bereits die Denkmünze der Gesellschaft zur Beförderung gemeinnütziger Tätigkeit gefertigt hatte, zeichnete für den Entwurf der Lübecker Medaillenmünze verantwortlich, dem eine Entwurfszeichnung des jungen Adolph Menzel zugrunde lag. Die Medaille zeigt auf der Vorderseite die Allegorie der Lubeca als klassizistische Frauengestalt mit dem Liktorenbündel als Zeichen der Staatsmacht, ergänzt um Anker und Schiffsbug, die Handels- und Schifffahrtsstadt symbolisierend, und der Inschrift BENE MERENTI. Die Rückseite zeigt das Große Staatswappen mit dem Text SENATVS REIPVBLICAE LVBICENSIS.
Seit ihrer Schaffung 1835 durch den Lübecker Senat wurde die Münze 57 Mal verliehen. Lisa Dräger war 2005 die erste Frau, die die Gedenkmünze erhielt. Zweimal wurde die Gedenkmünze an Organisationen verliehen: 1889 an die Gesellschaft zur Beförderung gemeinnütziger Tätigkeit und 2019 an die Possehl-Stiftung, jeweils aus Anlass des hundertjährigen Bestehens.

## Inhaber der Denkmünze seit 1835
| Name und Lebensdaten                                                 | Jahr der Verleihung       | Besonderheiten und Anmerkungen | Abbildung |
| Johann Friedrich Petersen (der Ältere) (1760–1845)                   | 1835 zum 50. Amtsjubiläum | Hauptpastor am Lübecker Dom. Direktor der Gesellschaft zur Beförderung gemeinnütziger Tätigkeit. Begründer und Leiter des Lehrerseminars. |           |
| Carl Wilhelm Niemeyer († 1843)                                       | 1838                      | Prediger an St. Aegidien, Herausgeber des Lübecker Gesangbuchs |           |
| Johann Smidt                                                         | 1841                      | Bürgermeister der Hansestadt Bremen |           |
| Karl Sieveking († 1847)                                              | 1841                      | Syndikus und Diplomat der Hansestadt Hamburg, Bruder des Hamburger Bürgermeisters Friedrich Sieveking. |           |
| Christian Heinrich Kindler                                           | 1842                      | Lübecker Bürgermeister |           |
| Hermann Friedrich Behn († 1846)                                      | 1843                      | Senior der Evangelisch-Lutherischen Kirche in Lübeck |           |
| Vincent Rumpff                                                       | 1844                      | Hanseatischer Ministerresident am französischen Hof in Paris. Ehrenbürger aller drei Hansestädte. |           |
| Paul Christian Nicolaus Lembcke († 1848)                             | 1847                      | Niedergerichtsprokurator. 1801 einer der Mitbegründer des Seebades in Travemünde. |           |
| Johann Friedrich Hach                                                | 1850                      | Bedeutender Diplomat der Stadt, trat aus dem Rat aus, um Richter bleiben zu können. Oberappellationsgerichtsrat. Direktor der Gesellschaft zur Beförderung gemeinnütziger Tätigkeit. |           |
| Carl Georg Curtius                                                   | 1851                      | Lübecker Syndikus mit 50 Berufsjahren |           |
| Bernhard Heinrich Frister                                            | 1856                      | Lübecker Bürgermeister |           |
| Carl Heinrich Ahrens                                                 | 1862                      | Oberadjutant und Oberstleutnant der Lübecker Bürgergarde und gleichzeitig Branddirektor der Feuerwehr Lübeck. Seine militärische Laufbahn begann er als freiwilliger Jäger in der Hanseatischen Legion. Er schuf das moderne Feuerwehrwesen der Stadt.                                   |           |
| Carl Georg Behrens                                                   | 1863                      | Oberstleutnant der Lübecker Bürgergarde und Kommandeur des Lübecker Infanteriebataillons im Bundeskontingent |           |
| Karl Ludwig Roeck                                                    | 1864                      | Lübecker Bürgermeister |           |
| Ludwig Müller (1782–1865)                                            | 1865                      | Lübecker Senator, Ratsherr seit 1818. Ältermann der Novgorodfahrer. Als Senator aus dem Kaufmannsstand wollte er eigentlich schon 1852 aus Gesundheitsgründen zurücktreten, konnte aber wegen seiner Erfahrung und seines Wissens in Finanzangelegenheiten zum Bleiben überredet werden. |           |
| Johann Joachim Friedrich Torkuhl                                     | 1865                      | Lübecker Bürgermeister |           |
| Heinrich Brehmer                                                     | 1870                      | Lübecker Bürgermeister |           |
| Carl Wilhelm Pauli († 1879)                                          | 1870                      | Oberappellationsgerichtsrat und Historiker |           |
| Johann Carl Lindenberg († 1892)                                      | 1871                      | Senior der Evangelisch-Lutherischen Kirche in Lübeck |           |
| Peter Ludwig Elder                                                   | 1873                      | Lübecker Syndikus, ab 1852 Senator der Hansestadt. Engagierte sich im Zusammenhang mit den dänischen Vorbehalten gegen die Eisenbahnlinie nach Büchen 1847. |           |
| Peter Hermann Münzenberger († 1886)                                  | 1882                      | Pastor an St. Marien. War 52 Jahre in der Seelsorge seiner Gemeinde tätig und Vorsteher mehrerer von ihm initiierter Einrichtungen der Gesellschaft zur Beförderung gemeinnütziger Tätigkeit                                                                                             |           |
| Hermann Lingnau                                                      | 1883                      | Lübecker Postdirektor |           |
| Theodor Curtius                                                      | 1885                      | Lübecker Bürgermeister |           |
| Anton Ferdinand Benda                                                | 1887                      | Direktor der Lübeck-Büchener Eisenbahn |           |
| Carl Friedrich Wehrmann                                              | 1889                      | Leiter des Lübecker Staatsarchivs |           |
| Gesellschaft zur Beförderung gemeinnütziger Tätigkeit gegründet 1789 | 1889                      | (Rechtsfähiger Verein alten Lübecker Rechts) |           |
| Friedrich Krüger                                                     | 1893                      | Hanseatischer Gesandter am preußischen Hof in Berlin. Hatte sich 1857 bei der Konferenz in Kopenhagen um die Aufhebung des Sundzolls verdient gemacht. |           |
| Georg Claussen (Jurist) (1819–1898)                                  | 1895                      | Landgerichtsdirektor des oldenburgisch-lübeckischen Landgerichts |           |
| Heinrich Theodor Behn                                                | 1895                      | Lübecker Bürgermeister |           |
| Karl Hoppenstedt (1834–1910)                                         | 1899                      | Landgerichtspräsident des Landgericht Lübeck |           |
| Richard Krieger († 1906)                                             | 1900                      | Lübecker Oberzolldirektor aus Altona. Er war als preußischer Obersteuerdirektor in Altona von 1883 bis 1901 nebenamtlich für Lübeck durch den Aufbau und die Leitung dessen neuer Landeszollverwaltung nach neuem Reichsrecht tätig.                                                     |           |
| Wilhelm Brehmer                                                      | 1901                      | Lübecker Bürgermeister. Direktor der Gesellschaft zur Beförderung gemeinnütziger Tätigkeit. |           |
| Heinrich Klug                                                        | 1904                      | Lübecker Bürgermeister. Direktor der Gesellschaft zur Beförderung gemeinnütziger Tätigkeit. |           |
| Peter Rehder                                                         | 1910                      | Lübecker Oberbaudirektor. Er war als Wasserbaudirektor verantwortlich für Trave-Korrektionen und den Ausbau des mittelalterlichen Stecknitz-Kanals zum Elbe-Lübeck-Kanal. |           |
| Johann Georg Eschenburg                                              | 1910                      | Lübecker Bürgermeister. Direktor der Gesellschaft zur Beförderung gemeinnütziger Tätigkeit. |           |
| Karl Peter Klügmann (1835–1915)                                      | 1913                      | 1869 Mitglied der Lübecker Bürgerschaft. 1874 bis 1880 Reichstagsabgeordneter der Nationalliberalen. 1880 bis 1895 Lübecker Senator. Dann als Nachfolger Krügers Hanseatischer Gesandter beim Preußischen Hof in Berlin, Stimmrechtsführer Lübecks im Bundesrat.                         |           |
| Johann Hermann Eschenburg                                            | 1914                      | Lübecker Bürgermeister |           |
| Emil Ferdinand Fehling                                               | 1917                      | Lübecker Bürgermeister und verdienter Stadthistoriker. Direktor der Gesellschaft zur Beförderung gemeinnütziger Tätigkeit. |           |
| Ferdinand Frensdorff                                                 | 1917                      | Rechtshistoriker und Professor für deutsches Recht an der Universität Göttingen mit dem Arbeitsfeld Hanse und Hansestädte |           |
| Heinrich Görtz († 1937)                                              | 1918                      | Rechtsanwalt, Reichstagsabgeordneter, Mitglied der Bürgerschaft |           |
| Eduard Rabe (1844–1920)                                              | 1918                      | Lübecker Senator seit 1905, zuständig für die Verwaltung des Bereichs Liegenschaften. |           |
| Johannes Daniel Benda                                                | 1919                      | Erster Staatsanwalt in Lübeck. Direktor der Gesellschaft zur Beförderung gemeinnütziger Tätigkeit. |           |
| Alfred Stooß (1853–1927)                                             | 1923                      | Senator in Lübeck seit 1897, leitete als Jurist von 1908 bis 1925 die Bauverwaltung. |           |
| Dietrich Schäfer                                                     | 1925                      | Professor für Geschichte in Berlin. Bekannter Hanseforscher seiner Zeit. |           |
| Martin Donandt                                                       | 1927                      | Bürgermeister der Hansestadt Bremen. Er wurde gleichzeitig auch von Hamburg ausgezeichnet, wegen der Förderung gemeinsamer hanseatischer Anliegen. |           |
| Hermann Eschenburg († 1954)                                          | 1952                      | Präses der Industrie- und Handelskammer |           |
| Georg Kalkbrenner                                                    | 1955                      | Lübecker Senator für Finanzen |           |
| Otto Passarge                                                        | 1961                      | Lübecker Bürgermeister |           |
| Adolf Ehrtmann                                                       | 1970                      | Senator |           |
| Gerhard Gaul                                                         | 1982                      | Stadtpräsident |           |
| Uwe Röhl                                                             | 1998                      | 1971 erster Rektor der Staatlichen Fachhochschule für Musik Lübeck, seit 1973 Musikhochschule Lübeck, Organist am Lübecker Dom |           |
| Friedhelm Döhl                                                       | 2001                      | Komponist, Rektor der Musikhochschule Lübeck von 1991 bis 1994, Gründer des Brahms-Festivals |           |
| Claus-Achim Eschke                                                   | 2001                      | Finnischer Honorarkonsul und Reeder in Lübeck |           |
| Robert Knüppel                                                       | 2002                      | Bürgermeister |           |
| Lisa Dräger                                                          | 2005                      | „Grande Dame Lübecks“ (Stadtpräsident Sünnenwold in seiner Laudatio), vielfältig gemeinnützig tätige Ehefrau des Industriellen Heinrich Dräger, erste weibliche Inhaberin der Auszeichnung (55. Verleihung, 9. seit 1949)                                                                |           |
| Christian Dräger                                                     | 30. August 2014           | Unternehmer und Mäzen |           |
| Possehl-Stiftung                                                     | 18. Dezember 2019         | Gemeinnützige Stiftung aus dem Nachlass des Kaufmanns Emil Possehl |           |